# ТЕС Маамба
17°21′10.3″ пд. ш. 27°11′8.7″ сх. д. / 17.352861° пд. ш. 27.185750° сх. д.
ТЕС Маамба – теплова електростанція в Замбії, розташована у 250 км на південний захід від столиці країни Лусаки.
Замбійська електроенергетика традиційно спиралась на ГЕС, проте на початку 21 століття зростаючий попит та затримки з реалізацією потужних та вельми коштовних гідроенергетичних проектів (наприклад, нижня ГЕС в ущелині Кафуе) призвели до дефіциту генеруючих потужностей. В таких умовах компанія Maamba Collieries Limited, котра з 1970-х розробляла вугільні кар’єри в районі Маамба, вирішила спорудити першу в країні теплову електростанцію. Це одночасно вирішувало проблему складування вугілля низької якості, біля 70% якого потрапляло у відвали, де періодично виникали пожежі.  
Перша черга електростанції коштувала 800 млн доларів США та складалась із двох обладнаних паровими турбінами енергоблоків потужністю по 150 МВт, введених в експлуатацію у 2016 році. При цьому до мережі загального користування постачається 265 МВт, тоді як ще 35 МВт споживає сама копальня.
Видача продукції організована через ЛЕП, що працює під напругою 330 кВ.
В подальшому планується спорудити другу чергу такої ж потужності.